# John Veldman
John Veldman (Paramaribo, 24 de febrero de 1968) es un exfutbolista neerlandés que jugaba en la demarcación de defensa.

## Selección nacional
Jugó un partido con la selección de fútbol de los Países Bajos. Lo disputó el 24 de abril de 1996 en calidad de amistoso contra Alemania, con un marcador final de 0-1 a favor del combinado alemán tras el gol de Jürgen Klinsmann. Además fue convocado por el seleccionador Guus Hiddink para jugar la Eurocopa 1996, aunque no llegó adisputar ningún partido.

### Participaciones en Eurocopas
| Mundial       | Sede       | Resultado        | Partidos | Goles |
| ------------- | ---------- | ---------------- | -------- | ----- |
| Eurocopa 1996 | Inglaterra | Cuartos de final | 0        | 0     |

## Clubes
| Club             | País         | Año       | Partidos | Goles |
| ---------------- | ------------ | --------- | -------- | ----- |
| PSV Eindhoven    | Países Bajos | 1986-1989 | 11       | 0     |
| Willem II        | Países Bajos | 1989-1991 | 59       | 0     |
| Sparta Rotterdam | Países Bajos | 1991-1996 | 152      | 0     |
| AFC Ajax         | Países Bajos | 1996-1997 | 17       | 0     |
| SBV Vitesse      | Países Bajos | 1997-2000 | 44       | 0     |
| RBC Roosendaal   | Países Bajos | 2000-2001 | 14       | 0     |